# Ebbrezza di Noè

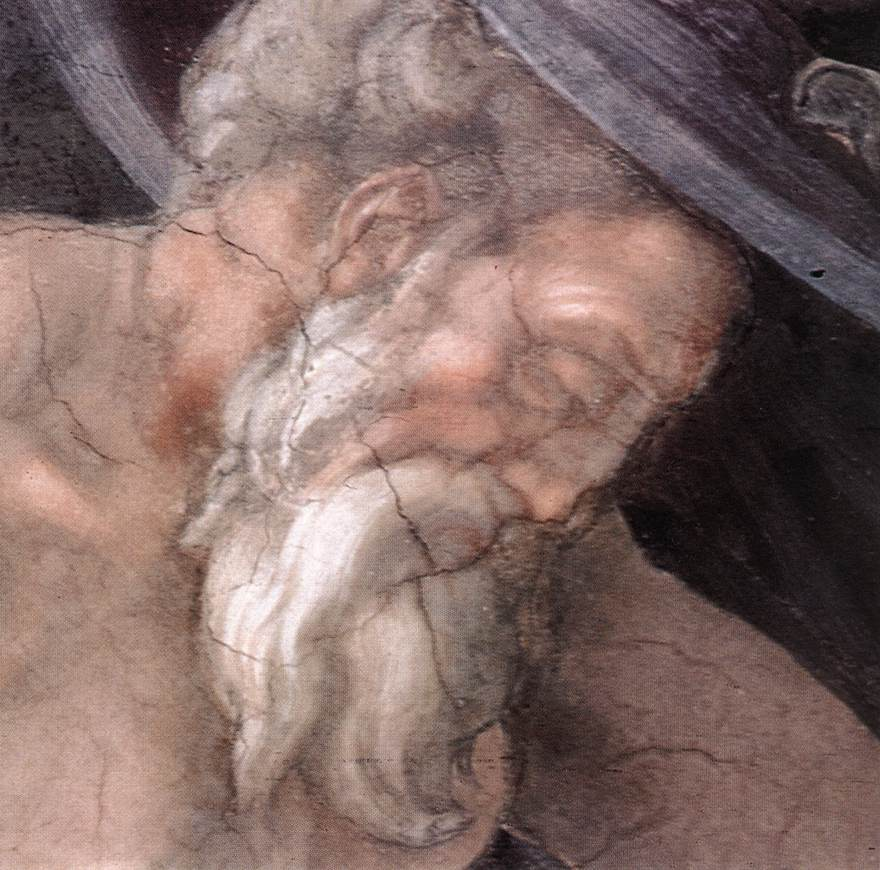
Dettaglio

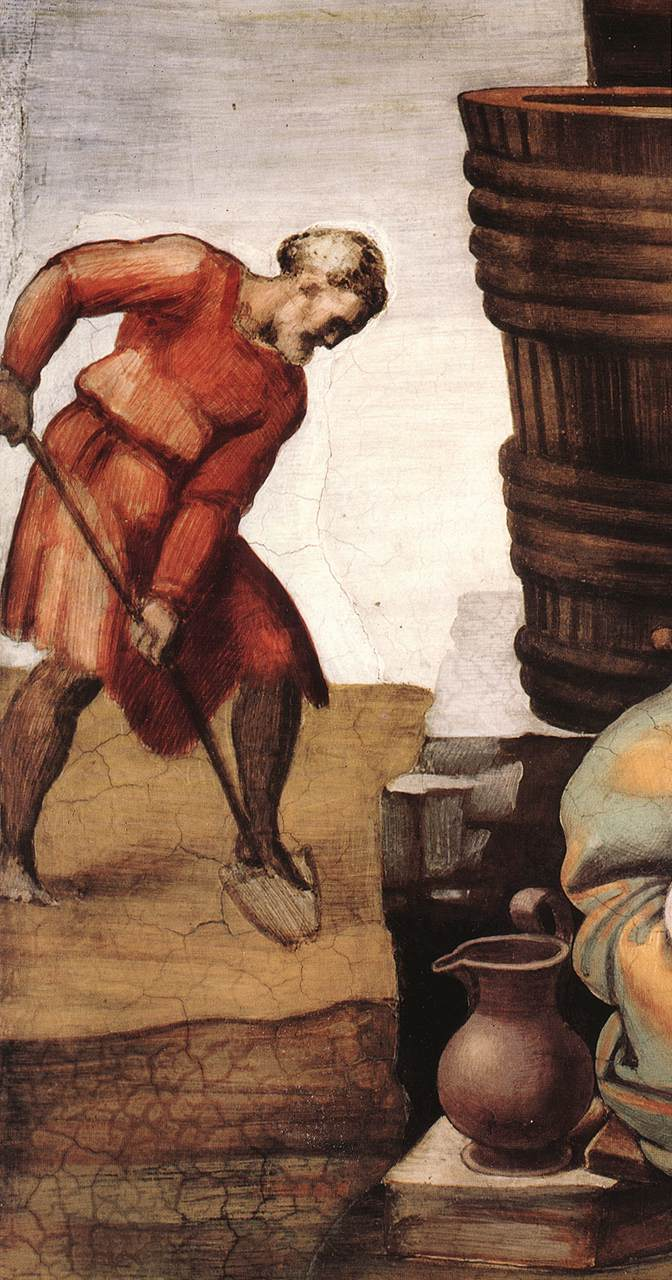
Dettaglio

L'Ebbrezza di Noè è un affresco (170x260 cm) di Michelangelo Buonarroti, databile al 1508-1510 circa e facente parte della decorazione della volta della Cappella Sistina, nei Musei Vaticani a Roma, commissionata da Giulio II.

## Storia
Nel dipingere la volta, Michelangelo procedette dalle campate vicino alla porta d'ingresso, quella usata durante i solenni ingressi in cappella del pontefice e del suo seguito, fino alla campata sopra l'altare. L'Ebbrezza di Noè (Genesi 9,20-27) fa quindi parte del primo blocco, completato entro il 1510.

## Descrizione e stile
L'Ebbrezza di Noè fa parte delle nove Storie della Genesi, in particolare è l'ultima della serie, che conclude anche le tre Storie di Noè degli ultimi riquadri. Queste scene andavano a comporre un mosaico delle storie dell'umanità "ante legem", prima cioè di Mosè (le cui storie si trovano nei riquadri alle pareti opera di artisti quattrocenteschi). Ciascuna di queste scene della Genesi aveva inoltre una lettura a ritroso legata alla prefigurazione della Settimana Santa, le cui solenni celebrazioni avevano luogo nella cappella e prevedevano una processione che dall'ingresso cerimoniale arrivava all'altare. L'Ebbrezza di Noè era infatti letta, fin da sant'Agostino, come immagine profetica del Cristo deriso, inoltre la piantagione della vigna, visibile nella parte sinistra, era un simbolo dell'Incarnazione.
Il racconto biblico racconta come Cam vide il padre Noè ebbro per i frutti della vite, che giaceva nudo e scomposto, avvisandone i fratelli. Sem e Iafet allora giunsero per coprirlo usando un mantello e camminando a ritroso per non essere costretti a vedere le sue nudità. Michelangelo ambientò la scena in una capanna di legno, col corpo del patriarca, ebbro e assopito, in posizione distesa su un giaciglio leggermente rialzato da assi lungo il margine inferiore. Vicino a lui si trovano due citazioni del quotidiano, una brocca e una ciotola. La metà destra è occupata dai suoi figli che si accorgono dell'accaduto e fanno per coprirlo, nonostante essi stessi siano nudi. Al centro, sotto la capanna, campeggia un grosso tino. Per il gesto di derisione compiuto da Cam, che lo indica col dito, Noè, al suo risveglio, ne maledirà la stirpe: questa condizione di reprobo è legata anche all'aspetto molliccio e arrotondato del suo corpo, mentre i suoi due fratelli hanno corpi atletici e intonati a gesti eroici.
All'esterno, sulla sinistra, ha luogo la scena precedente, dove si vede Noè di nuovo al lavoro per dissodare la terra dove pianterà la vigna. La sua figura, nell'episodio sullo sfondo, ha una tunica rosso sangue, che venne dipinta nell'ultima delle "giornate" e di getto, senza ricorso al cartone, con il ricorso a leggerissime velature di colore.

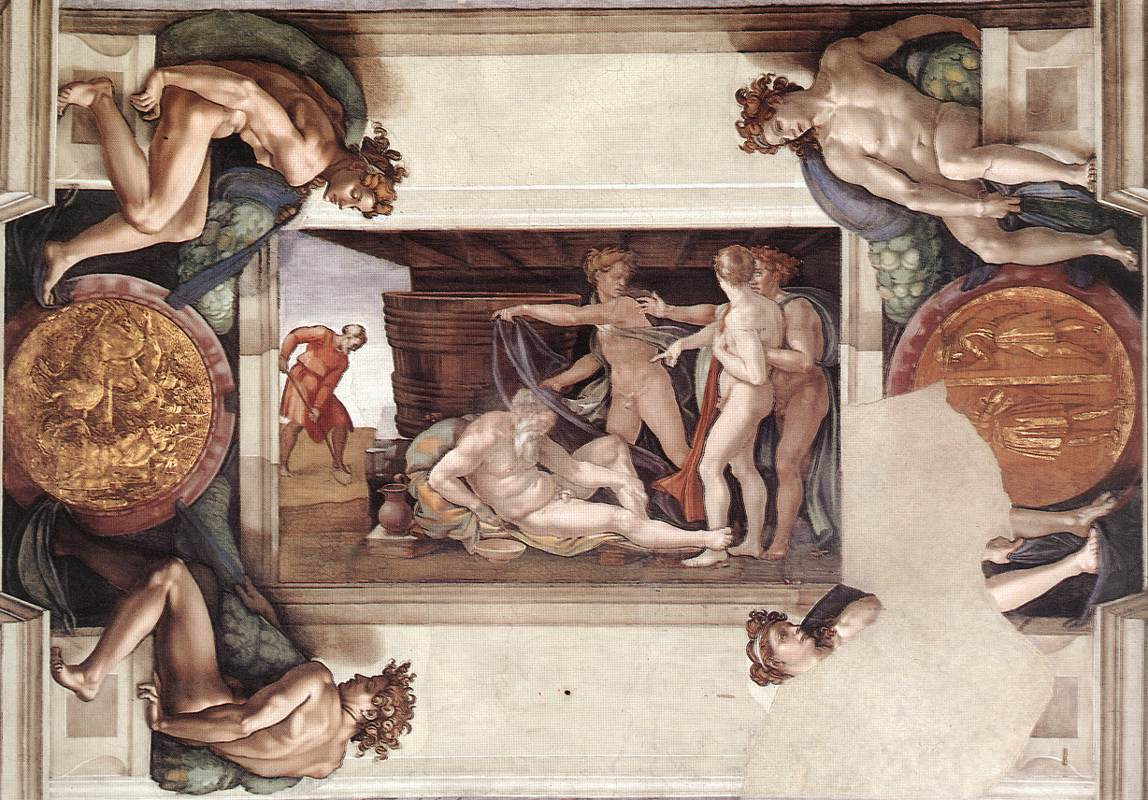
L'intero riquadro con gli Ignudi e i medaglioni
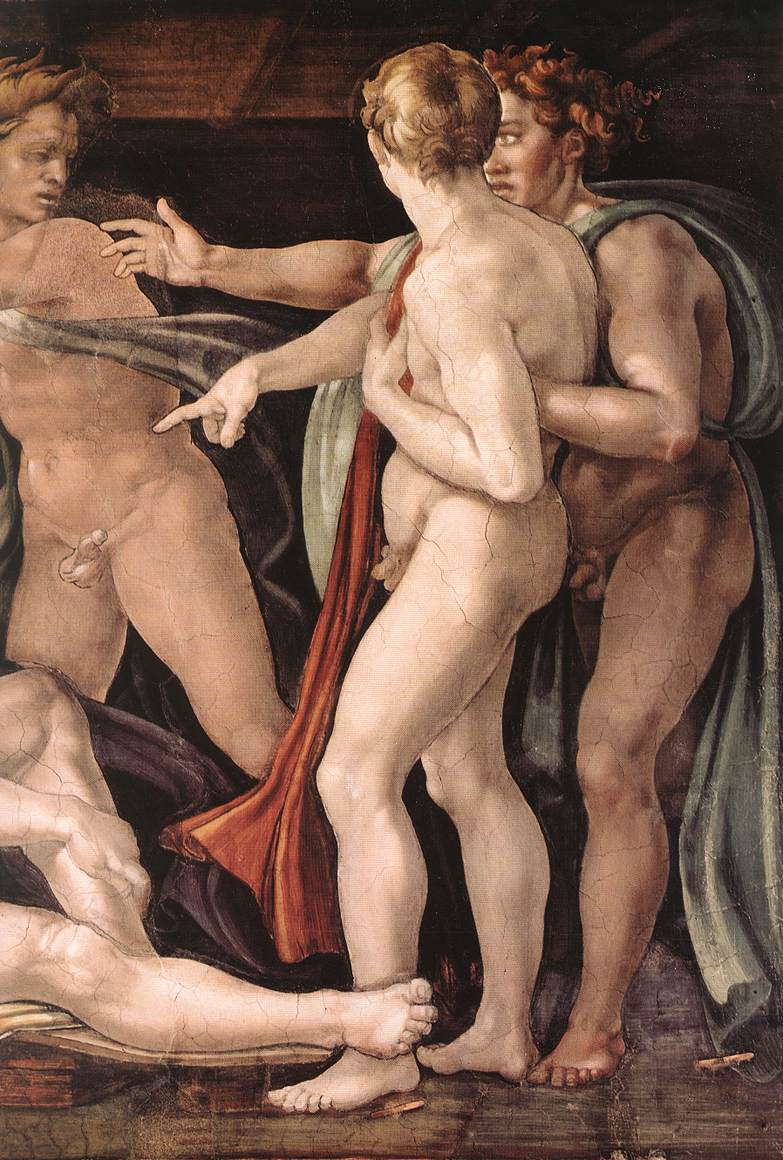
Dettaglio

### Ignudi e medaglioni

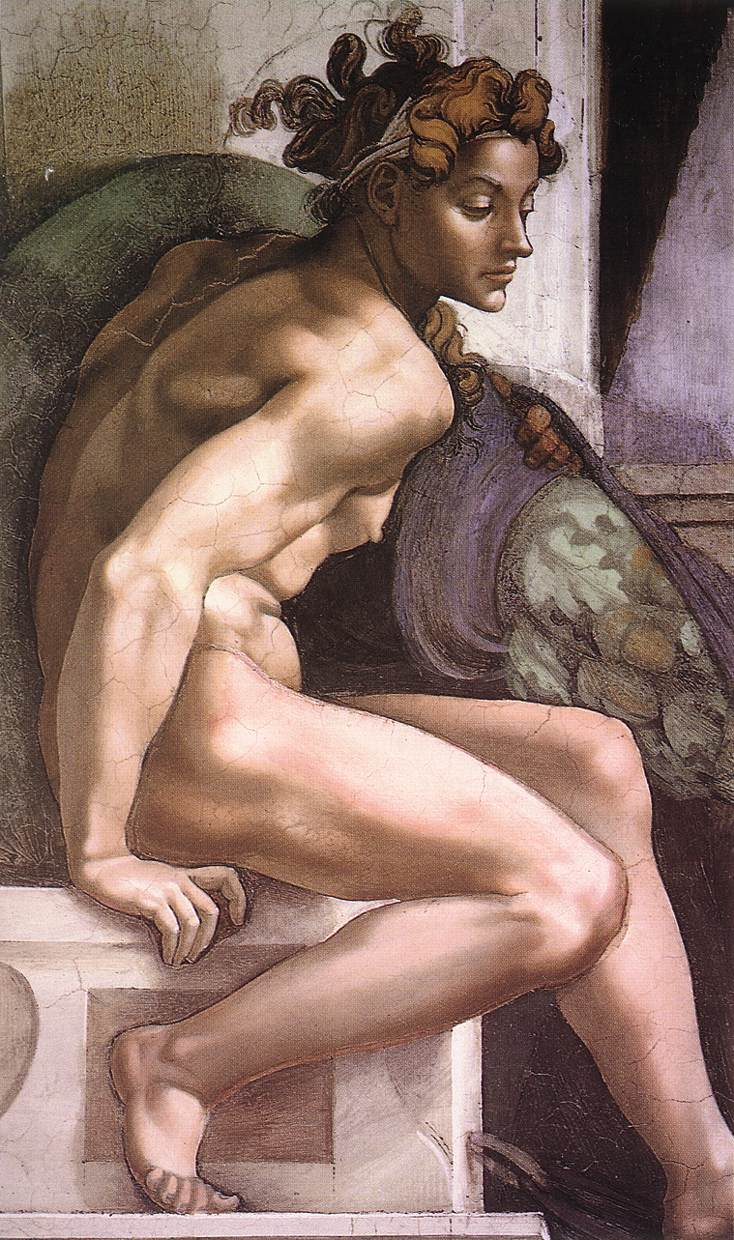
Uno degli Ignudi della prima campata

La scena è inserita in uno dei riquadri minori della volta, incorniciati da paramenti architettonici su cui sono affacciate due coppie di "Ignudi" e due medaglioni. Essi siedono su plinti che, a differenza della cornice superiore dei troni dei Veggenti, non sono scorciati dal basso, assecondando l'andamento curvilineo della volta.
Gli Ignudi sostengono festoni con foglie di quercia, allusive allo stemma dei Della Rovere, e dei nastri che reggono i medaglioni che simulano l'effetto del bronzo, con un uso dell'ocra e della terra bruciata di Siena come toni medi, il tratteggio nero a tempera per le ombre e l'oro zecchino per le lumeggiature, applicato a secco tramite un mordente a base di resine naturali. Essi rappresentano scene bibliche, in particolare Bidgar che getta il corpo del deposto re Ioram nella vigna di Nabat e l'Uccisione di Abner (diametro circa 135 cm ciascuno).
Gli Ignudi invece sono forse figure angeliche. In queste prime due coppie, probabilmente le prime che dipinse Michelangelo, venne usato uno schema simmetrico, ricorrendo quasi sicuramente a un medesimo cartone ribaltato. Uno di quelli sopra la Sibilla delfica è oggi quasi perduto a parte la testa, una spalla, e la parte terminale delle gambe, per via di un crollo dell'intonaco avvenuto nel 1797, quando esplose la polveriera del vicino Castel Sant'Angelo. La sua figura è comunque nota tramite un'incisione del XVI secolo, che conferma la forma speculare del suo corpo rispetto al compagno. Essi hanno il busto frontale verso lo spettatore ma inclinato obliquamente, le braccia mollemente adagiate, la testa di tre quarti un po' reclinata; le gambe sono piegate e con un forte scorcio soprattutto del ginocchio sul lato esterno.
I due sopra Gioele sono seduti di profilo con una gamba piegata in primo piano e la schiena rivolta allo spettatore in una torsione; un braccio è appoggiato sul plinto su cui sono seduti e la rispettiva spalla è roteata avanzando verso lo spettatore.
Rispetto agli Ignudi delle successive campate, questi quattro hanno passaggi chiaroscurali dai toni più accesi, che danno loro una certa durezza. La ricchezza delle torsioni e l'indiscutibile bellezza fisica e anatomica sono invece comuni a tutta la serie.

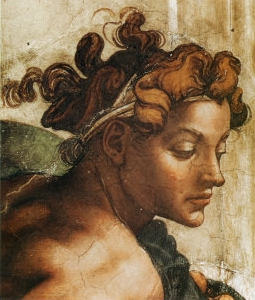
Dettaglio
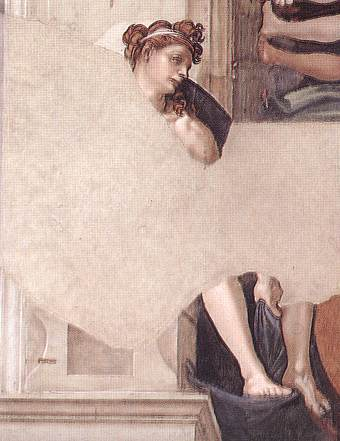
Dettaglio
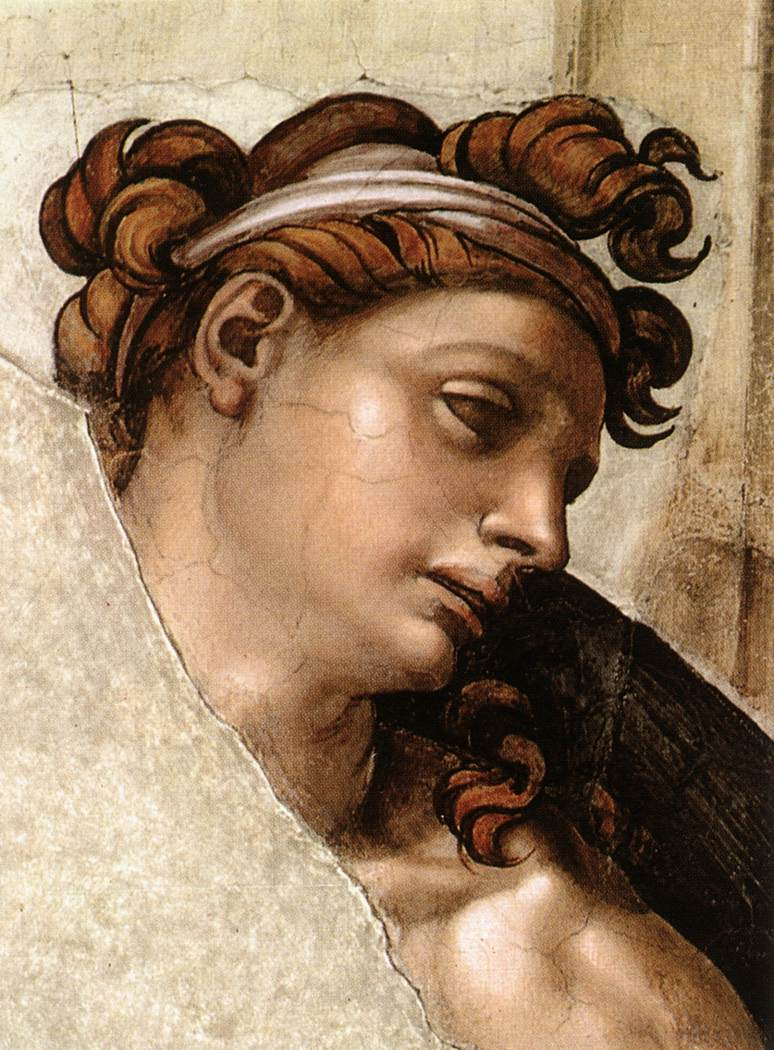
Dettaglio
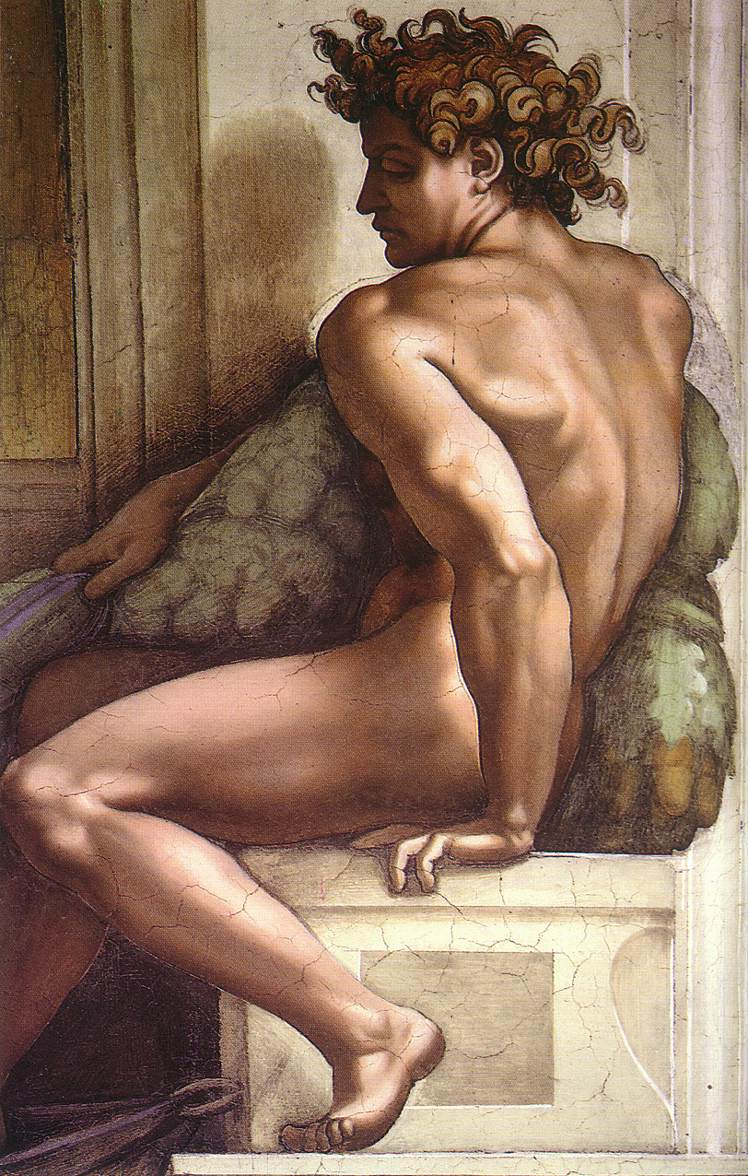
Dettaglio
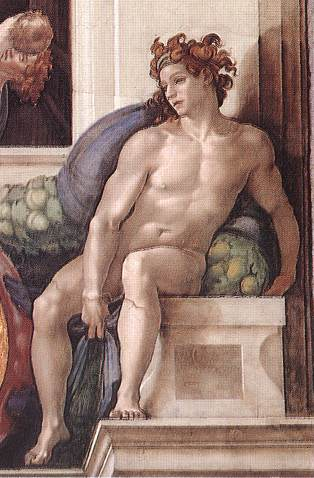
Dettaglio
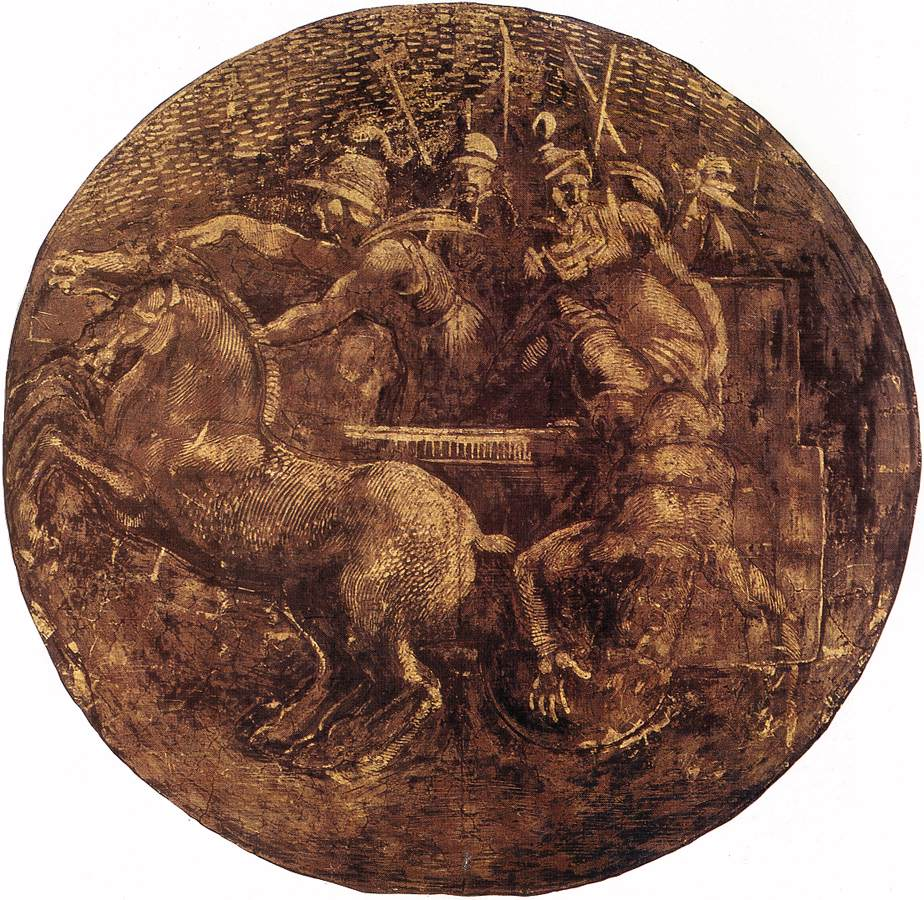
Bidgar che getta il corpo del deposto re Ioram nella vigna di Nabat
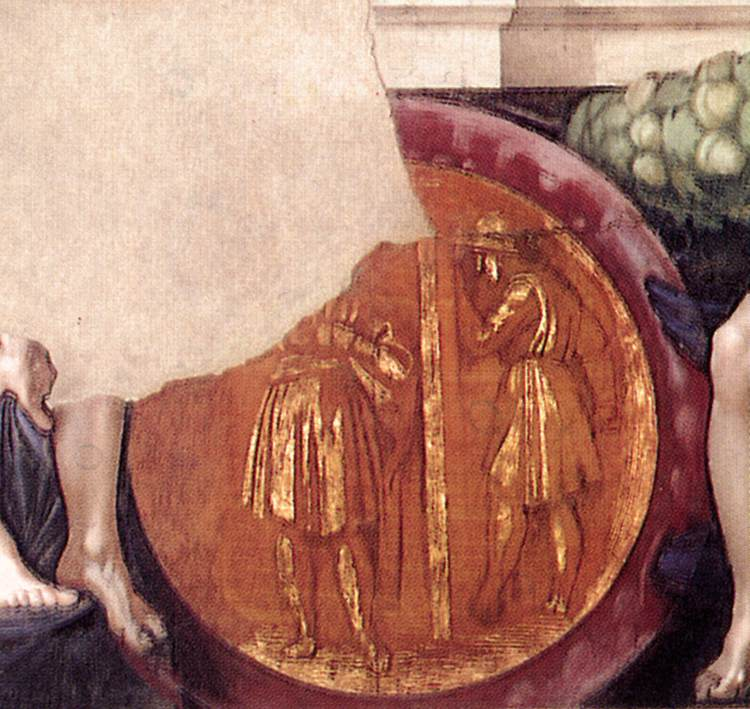
Uccisione di Abner